# 京都府立西城陽高等学校
京都府立西城陽高等学校（きょうとふりつ にしじょうようこうとうがっこう）は、京都府城陽市枇杷庄京縄手にある府立の高等学校。1983年（昭和58年）4月に開校した、府立高校の中でも比較的新しい高校である。

## 設置学科
普通科
1年生
- 普通科発展(GS)コース(文理混合)【1〜3組】
- 普通科標準(CS)コース(文系のみ)【4〜7組】
- 普通科スポーツ(SS)コース【8組】

2、3年生
2年生から以下のコースに分かれて進級する。
- 普通科発展(GS)理系コース【1(、2)組】
- 普通科発展(GS)文系コース【2〜3組】
- 普通科標準(CS)コース（文系）【4〜7組】
- 普通科スポーツ(SS)コース【8組】

※GS…グローバルスタディー
※CS…クラブ&スタディー
※SS…スポーツ総合専攻
なお、発展(GS)・標準(CS)コースを分けるテストは合格発表後に行う。ただし、発展コースは定員割れが起きていることがたびたび発生しているため、標準(CS)コースを志望していたとしても発展(GS)コースに進むことになることがある。

## 沿革
1989年まで続くと予想された高校進学者数の急増を背景に、城陽市で2校目の府立高校として1983年に開校した。全日制の普通科を設置し、1年目は当時の京都府で行われていた高校三原則（男女共学、総合制、小学区制=1学区1校制度）に則り、寺田小学校（府道69号城陽宇治線以西）、寺田南小学校（同）、富野小学校（同）、古川小学校（大久保バイパス以東のうち市道6号線以南）、久津川小学校（近鉄京都線以東）、寺田西小学校、今池小学校の校区の受験者を選抜する形でスタートした。
1985年には小学区制を廃止した府立高校の新制度（類型制度と定員の5～30％で5～6校の学校選択を認める通学圏の導入が主な柱）が始まったことに伴い、普通科第Ⅰ類と第II類（人文系、理数系）、第III類（体育系）を設置。Ⅰ類は様々な進路に対応した学力充実コース、II類は大学進学を目指した学力伸長コース、III類はスポーツを重視した個性伸長コースという分類で、生徒の能力・適性に応じた教育課程となった。その後II類の希望枠が拡大して学校単位で出願する単独選抜に移行したこともあり、西城陽高校は「部活動の盛んな進学校」として認知されていくことになる。
2004年からは山城南通学圏（城陽市、八幡市、京田辺市、綴喜郡、相楽郡）と山城北通学圏（宇治市、久御山町）が統合されてⅠ類の総合選抜（類単位で決めた合格者を居住地によって各高校に振り分ける制度）が廃止されたことにより、広い地域から学力差の小さくなった受験生が集まることになった。
2008年には西城陽高校が教育課程特認校に指定されたことに伴い、山城通学圏の他校よりも3年先駆けて類型制度を発展的に解消（III類体育系のみ他の体育系を有する府立高校に合わせる形で存続）。進級時にコース変更可能なCSクラス、アドバンスクラスが設置されるなど、西城陽高校独自の教育課程が導入された。
その後教育課程はCS（Club & Study）、GS（Global Study）、SS（スポーツ総合専攻）の3コースに改変された。各コースともに文武両道を目指し、GSは難関大学への進学、SSはスポーツで全国大会レベルの活躍を目標にしている。

### 年表
- 1983年（昭和58年）4月 - 開校
- 1985年（昭和60年）4月 - 全日制普通科（第I類・第II類・第III類）を設置する
- 1985年（昭和60年）11月 - 校歌を発表[14]
- 2004年（平成16年）4月 - 山城南通学圏から山城通学圏へ統合し、総合選抜を単独選抜へ移行[7][10]
- 2007年（平成19年）4月 - 新制服を採用
- 2008年（平成20年）4月 - 第I類・第II類をCSクラス・アドバンスクラスと呼び名を変更
- 2021年（令和3年）新制服についてのアンケートを在校生を対象に実施。男子3種類、女子4種類の案が存在した。
- 2021年（令和3年）11月〜翌年2月下旬　イルミネーションを実施。
- 2022年 (令和4年) 4月 - 新制服を採用

## 部活動
部活動が盛んに行われ、府内の公立高校では珍しく部活加入者が多い。
近畿大会・全国大会へと進出し活躍している部もある。
部活動の新設には生徒指導部の許可が必要。
部活動一覧
・運動部
```
陸上競技部
硬式野球部
男女ソフトテニス部
女子ソフトボール部
男女バスケットボール部
男女バレーボール部
剣道部
卓球部
水泳部
バドミントン部
```

・文化系
```
合唱部
吹奏楽部
美術部
写真部
文芸部
茶道部
天文部
ESS部
コンピュータ研究部
```

・同好会
```
将棋同好会
```

- 野球部は、1994年夏（第76回）において、甲子園出場を果たしている。2006年夏（第88回）では、京都府大会で決勝まで進んだ。
- 合唱部は、NHK全国学校音楽コンクールにおいて、京都府コンクールで2003-10年と8年連続金賞を受賞して、京都府代表として近畿ブロックコンクールに出場している。全日本合唱コンクールにおいては、2003-07年の5年連続と2009年と2017年の計7回関西支部代表として全国大会に出場し、銀賞5回、銅賞1回、2017年には初の金賞を受賞している。2008年と2010年は関西大会で金賞を受賞したものの全国大会への出場は果たせなかった。「歌って踊れる合唱部」をモットーにしていて[15]、その様子は2016年1月25日放送のちちんぷいぷいで詳しく取り上げられた。
- 男子ソフトテニス部は、2006年に全国高校選抜大会近畿予選団体戦で準優勝に輝き、12年連続14度目の全国大会出場を果たした。
- 水泳部、陸上部は、2006年ののじきく兵庫国体で入賞を果たしている。

## 主な行事
- 研修旅行：2年生で福岡県、熊本県、佐賀県、長崎県を巡る。
- NJフェスティバル（9月）：西城陽高校で三大行事の1つとされる文化祭[16]。学年ごとに舞台発表や演劇、模擬店などを行う。なお、模擬店は新型コロナウイルスの影響により中止されている。
- NJスポーツ大会（10月）：毎年山城総合運動公園（太陽が丘）で行われる体育祭。トーナメント方式の球技種目もあるのが特徴。3年生にとっては高校生最後の行事となる。
- NJロードレース （2月）：木津川の堤防を流れ橋を経由して男子18km、女子15km走るマラソン大会[17]。

## 特記事項
- 進学率は98％に達している[18]。近年の進学実績は毎年国公立大学が現役で20人ほど、関関同立が30人ほどである[8]。
- 1992年には第12回全国高等学校クイズ選手権の本選に出場した実績がある。ただし、同校にはクイズ関連の部活動は現在はおろか、当時でも創設されていない。
- 月に1回「月例大掃除」（45分間）を行っているのが学校の自慢。

## 卒業生
- 塚本善之 - 元プロ野球選手
- 田口茂樹 - 元プロ野球選手
- 河端龍 - 元プロ野球選手（元東京ヤクルトスワローズ投手）
- 真砂勇介 - 元プロ野球選手（元福岡ソフトバンクホークス外野手）[19]
- 植村ひろみ - 元重量挙げ選手（世界選手権女子メダリスト）
- 玉山鉄二 - 俳優
- 福嶋亮大 - 文芸評論家、中国文学者

## 交通アクセス
- 京都京阪バス城陽さんさんバス 西城陽高校下車
- 近鉄京都線 富野荘駅下車、徒歩約20分
- JR奈良線 城陽駅 から自転車約15分